# Алапаєвськ
Алапа́євськ (рос. Алапаевск) — місто, центр Алапаєвського міського округу (Алапаєвськ) Свердловської області.

## Географія
Розташований на східному схилі Середнього Уралу, на річці Нейві (сточище Обі), при впаданні в неї річки Алапаїха, за 180 км на північний схід від Єкатеринбургу, за 1847 км від Москви.

## Історія
1702 року було побудовано металургійний завод.
20 травня 1918 в Алапаєвську в ніч з на 18 липня були страчені члени імператорської родини Романових: Великі Князі Костянтин Костянтинович, Іоанн Костянтинович, Ігор Костянтинович, Сергій Михайлович, Велика Княгиня Єлизавета Федорівна, князь Володимир Палій.

## Населення
Населення — 38192 особи (2010, 44263 у 2002).

## Господарство
Є залізничний вузол. Центр великого залізорудного району. Металургійна і залізорудна промисловість, верстато- і машинобудівні заводи, азбестовий і деревообробний комбінати.
- Алапаєвська феросплавна компанія
- Алапаєвський верстатобудівний завод
- Завод «Стройдормаш»
- Алапаєвська лісопромислова компанія

### Культура
Театр, краєзнавчий музей, верстатобудівний і гірничозбагачувний технікуми, медічне училище, музична школа, де в дитинстві жив П. І. Чайковський.

## Персоналії
- Каморний Юрій Юрійович (1944—1981) — російський актор
- Косих Віктор Іванович (1950—2011) — радянський і російський актор театру та кіно.